# Свети Атанасий (Крионери)
Вижте пояснителната страница за други значения на Свети Атанасий.
„Свети Атанасий“ (на гръцки: Αγίου Αθανασίου) е възрожденска православна църква в населишкото село Крионери (Девла), Егейска Македония, Гърция, част от Сисанийската и Сятищка епархия.
Край селото, в местността Влисида е имало старо селище с голяма гробищна църква „Свети Атанасий“. Селото е унищожено заедно с църквата и на нейно място в 1900 година е издигнат по-малък храм. Църквата е изградена от майстор Теодорос Сакалис и помощника му Христос Сакалис. Парите са от жителите на Девла и местният албански бей Реджеп. Църквата е имала ценни стенописи в олтара и в наоса, но след по-късните ремонти остават само тези в олтара, иконостасът и таванът. Имам ценен дървен свещник с двуглав орел, кръст и розетки от 1912 година.